# 台灣光罩
台灣光罩（英語：Taiwan mask corporation）是台灣的一家光罩製造公司，成立於1988年，總公司座落於新竹科學園區。
1980年代後期，台灣有許多的半導體設計公司成立，因此衍生對半導體光罩製造的龐大需求，工研院則由美國國際材料研究公司（IMR）進行技術移轉活動以建立光罩技術設施，同時工研院亦積極發展自有技術，並且將技術移轉給私有部門。於1988年從工研院衍生的第三個民間企業，負責提供半導體光罩製作。
2017年起陸續併購三間公司，分別為晶圓產能代理公司美祿科技、觸控面板IC公司威達高科、Flash封裝公司群豐科技。
2021年7月9日公告，擬斥資10.38億元，取得聯合再生能源的竹南廠房，總坪數1.32萬坪，新廠擬用以擴充12吋先進製程。同年8月底，透過子公司友縳投資，於兩週之內合計投入7.14億元，先後購入中鋼構逾13000張股票，台灣光罩本身也投資了3.77億元大買中鋼構。根據最新公開資訊顯示，台灣光罩與友縳投資合計持有中鋼構比率已達11.45%，僅次於持股33.24%的中鋼構母公司中鋼，成為第2大股東。同時斥資6.39億元向日本設備商捷東（Jeol）購買微影曝光機設備，預計下半年到2022年初陸續交機，機台設備將可延伸到40奈米製程，往毛利較高的中階製程推進。

## 轉投資及子公司
- 美祿科技
- 威達高科
- 群豐科技
- 艾格生科技
- 昱嘉科技